# 艳歌行
《艳歌行》出自出处《乐府诗集》，是一首汉朝的流浪者之歌，该诗主要描述了一个“兄弟两三人，流宕在他县”，一名已婚女子为他们缝补衣裳而被归来的丈夫发现而产生了误会的故事。

## 创作背景
汉朝的交通工具以车和船为主，平民百姓所乘车辆为安车、衣车、辎车等，《艳歌行》主要反映汉时代百姓流落在外的惆怅心情而作。